# Alchemilla verae
Alchemilla verae é uma espécie de rosácea do gênero Alchemilla, pertencente à família Rosaceae.